# Vuyo Mere
Vuyo Mere (Bloemfontein, 5 de março de 1984) é um ex-futebolista profissional sul-africano que atuava como defensor.

## Carreira
Vuyo Mere representou o elenco da Seleção Sul-Africana de Futebol no Campeonato Africano das Nações de 2006.